# Maadi
La cultura de Maadi rep el nom de la vila de Maadi, 5 km al sud del Caire, Egipte. S'hi han trobat productes (ceràmica, pots) importats de Palestina, mentre que la ceràmica local és pobra i similar a la ceràmica de l'Alt Egipte de la mateixa època. Menjaven peixos del riu. La comunitat es va fer cada vegada més complexa amb importacions del Sinaí, acumulació de gerres, agricultura més desenvolupada, etc. A Buto, s'ha trobat un altre assentament (1980) i, per les troballes, es creu que hi va haver relacions amb la cultura d'Uruk a Summer. Va iniciar-se al cinquè mil·lenni i es va perllongar fins avançat el quart mil·lenni.
La barriada d'Al-Maadi (معادي) al Caire, hi va sorgir el 1904 amb la construcció del ferrocarril del Caire a Helwan, i es va anar poblant densament ensems que el creixement de la capital d'Egipte.